# Анисе-Буржуа, Огюст
Огю́ст Анисе́-Буржуа́ (фр. Auguste Anicet-Bourgeois; 1806—1871) — французский драматург XIX века, который большинство своих произведений написал в соавторстве. С ним охотно сотрудничали такие авторы, как Александр Дюма-отец, В. Дюканж, Ф. Дюмануар, А. Деннери и другие.

## Биография
Родился в Париже 25 декабря 1806 года.
Сперва служил писцом у одного парижского прокурора, но успех написанной им в девятнадцатилетнем возрасте мелодрамы «Gustave ou le Napolitain», поставленной на сцене театра «Gaïté» (фр.), побудил его окончательно посвятить себя авторской деятельности.
Одаренный талантом и богатой фантазиею, Анисе-Буржуа в течение своей тридцатилетней литературной деятельности, один или в сотрудничестве с другими авторами, написал около двухсот пьес, преимущественно мелодраматического характера. Его виртуозность в драматургической технике вместе с тем обстоятельством, что он умел придавать своим пьесам национальный и современный характер, сделали его одним из самых популярных авторов парижских бульварных театров.
Был женат, в этом браке у писателя родилась дочь.
10 декабря 1849 года был награждён Орденом Почётного Легиона.
Огюст Анисе-Буржуа скончался в городе По 18 января 1871 года и был похоронен на кладбище Пер-Лашез.

## Избранные произведения

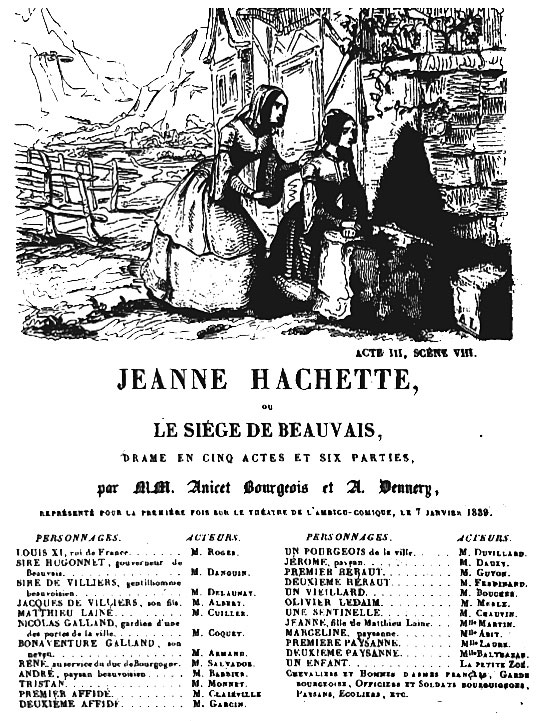
Афиша 1838 года

### Водевили
- «Два дилижанса» (Les Deux Diligences), комедия-водевиль в 1 акте, публикация: Malaise Éditeur, Paris, 1832. Первое представление в Амбижу Комик
- «Муж вдовы» (Le Mari de la veuve), комедия-водевиль в 1 акте, в прозе, публикация: Librairie Théâtrale, Paris, 1851. В соавторстве с Дирье (Durieu) и A. Дюма-отцом. Премьера: Комеди Франсез, 4 апреля 1832.
- «Мыло империи» (La Savonnette impériale), комедия-водевиль в 2 актах, Paris, 1835. В соавторстве с Ф.Дюмануаром. Премьера: театр Пале-Рояль, 23 ноября 1835.
- «Портос в поисках экипировки» (Porthos à la recherche d’un équipement), комедия-водевиль в 1 акте, публикация: Beck, Paris, 1845. В соавторстве с Ф. Дюмануаром и Э.-Л. Бризбарром. Премьера: театр Водевиля, 23 июня 1845 года.
- «Маленькая Фадетта» (La Petite Fadette), комедия-водевиль в 2 актах по роману Жорж Санд, публикация: Michel Lévy frères, Paris, 1850. В соавторстве c Laffont. Премьера: театр Варьете, 20 апреля 1850.
- «Два глотка воды» (Deux gouttes d’eau); совместно с Э.Лабишем; премьера: Théâtre des Variétés, 22 сентября 1852; пьеса была поставлена в России под названием «Две капли воды» в переводе Ф. М. Руднева.
- «Господин, который воспалил даму» (Un monsieur qui a brûlé une dame); совместно с Э.Лабишем; театр Пале-Рояль, 29 ноября 1856; публикация: Editions Michel Lévy frères
- «Скряга в желтых перчатках» (L’Avare en gants jaunes) с Э.Лабишем; театр Пале-Рояль, 1 мая 1858
- «Школа Артура» (L'École des Arthur); совместно с Э.Лабишем; Théâtre des Variétés, 30 апреля 1859; публикация: Editions Michel Lévy frères
- «Прошедшая ночь» (Passe minuit), совместно с Локруа; в России пьеса шла в переводе П. И. Григорьева под названием: в Петербурге — «Покойная ночь, или Суматоха в Щербаковом переулке», в Москве — «Покойная ночь, или Суматоха в Ащеуловом переулке»
- «Школьная учительница» (La maitre d’école). Вод. в 1 д.; совместно с Локруа. Пьеса была поставлена в России под названием «Школьный учитель, или Дураков учить, что мертвых лечить» в переводе П. А. Каратыгина
- «Тамбур-мажор, или Свободен от постоя» (Le tambour-major). Вод. в 1 д.; совместно с Э. Бризбарром. Пьеса шла в России в переделке П. А. Каратыгина
- «Пилюли дьявола» (Les pilules du diable), в соавторстве с Ф. Лалу и Лораном; волшебная опера-водевиль в 3 д. и 12 картинах. В России пьеса была поставлена под названием «Вот так пилюли! Что в рот, то спасибо!» в переводе Д. Т. Ленского
- «Фляга Калиостро» (La fiole de Cagliostro), в соавторстве с Ф. Дюмануаром и Э. Бризбарром. Водевиль шел в России под названием «Бабушка и внучка, или Волшебный напиток Калиостро» в переводе Н. И. Куликова

### Драмы
- «Робеспьер, или 9 термидора» (Robespierre, ou le 9 Thermidor), драма в 3 актах и 9 картинах. В соавторстве с Ф.Корню (Francis Cornue). Премьера: театр Амбижу Комик (l’Ambigu-Comique), 16 декабря 1830.
- Les Chouans, ou Coblenz et Quiberon, драма в 3 актах, публикация: A. Leclaire, Paris, 1831. В соавторстве с Ф.Корню. Переделка для сцены романа «Шуаны» (Les Chouans) О.Бальзака. Премьера: théâtre des Nouveautés, 26 апреля 1831.
- «Перине Леклерк, или Париж в 1418 году» (Périnet Leclerc, ou Paris en 1418), драма в прозе, в 5 актах, 1832. В соавторстве с Локруа. По Историческим хроникам А.Дюма.
- «Императрица и еврейка» (L’Impératrice et la Juive), драма в 5 актах, публикация: Marchant, Paris, 1834. В соавторстве с Локруа. Премьера: théâtre de la Porte-Saint-Martin, 22 июля 1834.
- «Венецианка» (La Vénitienne), драма в 5 актах, публикация: J.-N. Barba, Paris, 1834. В соавторстве с А.Дюма-отцом. Премьера: théâtre de la Porte-Saint-Martin, 18 марта 1834.
- «Чертов Навин» (La Nonne sanglante), драма в 5 актах. В соавторстве с Де Малианом (De Mallian). Премьера: театр la Porte-Saint-Martin, 17 февраля 1835. В России пьеса была поставлена под названием «Живая покойница» в переделке В. А. Каратыгина
- «Навуходонасор» (Nabuchodonosor), драма в 4 актах, публикация: Magasin théâtral, Paris, 1836. В соавторстве с Ф.Корню. Премьера: театр l’Ambigu-Comique, 17 октября 1836.
- «Чингис-хан, или Завоевание Китая» (Dgenguiz-Khan ou La conquête de la Chine), драма в 3 актах, публикация: Marchant, Paris, 1838. В соавторстве с Ф.Лалу (Ferdinand Laloue). Премьера: théâtre du Cirque, 30 сентября 1837.
- «Мадлен» (Madeleine), драма в 5 актах, в соавторстве с А.Мартеном-Альбером, премьера в театре Амбижу-Комик (l’Ambigu-Comique), 7 января 1843; публикация: chez Lelong, Брюссель, 1843.
- «Собор Ангелов» (Nôtre-Dame des Anges), драма в 6 актах и 8 картинах с прологом: «Свадьба в 1793» (Un Mariage en 1793), публикация: Michel Lévy Frères, Париж, 1848. Премьера: театра l’Ambigu-Comique.
- «Лондонские тайны, или Джентльмены ночи» (Les Mystères de Londres, ou les Gentilshommes de la nuit), драма в 5 актах и 10 картинах, публикация: Dondey-Dupré, Paris, 1849. В соавторстве c П.Февалем (Paul Féval). Премьера: театр Variétés, 14 ноября 1848.
- «Звонок Дьявола» (La Sonnette du Diable), фантастическая драма в 5 актах и 12 картинах, с прологом и эпилогом, сюжет заимствован из «Памяти Дьявола» (Mémoires du Diable) Ф.Сулье (Frédéric Soulié), публикация: Michel Lévy frères, Paris, 1849. В соавторстве c П.Гервилем (Paul de Guerville). Премьера: théâtre de la Gaîté, 18 сентября 1849.
- «Семеро сердитых капитанов» (Les Sept Péchés capitaux), драма в 7 актах, публикация: Michel Lévy Frères, 1850.
- «Марианна» (Marianne), драма в 7 актах, публикация: Michel Lévy frères, Париж, 1851. Премьера: театр l’Ambigu-Comique. Пьеса была поставлена в России под названием «Наполеоновский генерал, или Муж двух жен» в переводе Н. И. Куликова и Солина
- «Маршалы империи» (Les Maréchaux de l’empire, драма в 5 актах и 15 картинах, Paris, 1852. Премьера: théâtre impérial du Cirque, 12 апреля 1856.
- «Детский доктор». Драма в 5 д.; совместно с А. Деннери. Пьесы была поставлена в России в переводе П. В. Востокова (Караколпакова)
- «Сумасшедший от любви» (Le fou par amour). Драма в 5 д., 7 к.; совместно с А. Деннери. Пьеса ставилась в России в переделке И. М. Никулина, 1858;
- «Слепой». Драма в 5 д.; совместно с А. Деннери. Пьеса ставилась в России в переводе И. А. Салова и В. И. Родиславского
- «Дочь старьёвщика» (La Fille des chiffonniers), драма в 5 актах и 8 картинах, публикация: Michel Lévy frères, Paris, 1861. В соавторстве c Ф.Дюге. Премьера: театр la Gaîté, Париж, 22 марта 1861.
- «Марсо, или Дети Республики» (Marceau, ou Les Enfants de la République), драма в 5 актах и 10 картинах, публикация: Michel Lévy frères, Paris, 1863. Совместно с М.Массоном. Премерье: театр la Gaîté, 22 июня 1848. В этой пьесе через много лет впервые вышел на сцену Фернандель в роли ворчуна
- Cadet-Roussel, драма в 7 актах с 2-актовым прологом. В соавторстве с А.Ролланом и Ж.Дю Буа (Jean Du Boys). Премьера: театр l’Ambigu, 16 октября 1862.
- «Горбун» (Le Bossu), драма в 5 актах и 12 картинах, публикация: Michel Lévy frères, Париж, 1862. В соавторстве c П.Февалем. Премьера: théâtre de la Porte-Saint-Martin, 8 сентября 1862.
- «Содружество безвинных» (La bouquetière des innocents), историческая драма в 5 актах и 11 картинах, публикация: Michel Lévy frères, Paris, 1862. В соавторстве c Ф.Дюге (Ferdinand Dugué). Премьера: театр Porte-Saint-Martin, 15 января 1862.
- «Рокамболь» (Rocambole), драма в 5 актах и 7 картинах, публикация: Michel Lévy frères, Paris, 1864. В соавторстве c А.-А.Понсон дю Терраем (Pierre-Alexis Ponson du Terrail) и Э.Блюмом (Ernest Blum). Премьера: l’Ambigu-Comique, 26 августа 1864.
- «Немой» (Le Muet), драма в 6 актах, публикация: Michel Lévy frères, Paris, 1894. В соавторстве с М.Массоном (Michel Masson).
- «Графиня Клара д’Обервиль» (La dame de St. Tropez). Драма в 5 отд.; совместно с Деннери. В России пьеса была поставлена в переводе В. А. Каратыгина

### Мелодрамы
- «Гюстав, или Неаполитанец» (Gustave, ou le Napolitain), мелодрама в 3 актах, Париж. В соавторстве с Б. Антье (фр.). Премьера: théâtre de la Gaîté, 4 октября 1825.
- «Макбет» (Macbeth), мелодрама в 5 актах с прологом, свободное переложение одноимённой трагедии В. Шекспира, публикация: Quoy, Paris, 1829. В соавторстве с В. Дюканжем. Премьера: театр Porte Saint-Martin, 9 ноября 1829.
- Atar-Gull, мелодрама в 3 актах и 6 картинах, по роману Эжена Сю, публикация: Marchant, Paris, 1832. В соавторстве с М. Массоном. Премьера: театр l’Ambigu, 26 апреля 1832 года.